# Luftangriffe auf Münster
Die Luftangriffe auf Münster während des Zweiten Weltkrieges forderten in Summe etwa 1600 Menschenleben. In den Jahren zwischen 1939 und 1945 gab es insgesamt 1.128 Luftalarme in Münster. In rund 102 Luftangriffen durch alliierte Bomber wurde ein Großteil des Gebäudebestandes in der Stadt zerstört. Besonders verheerend war der Angriff vom 10. Oktober 1943, zugleich der erste Tagesangriff auf eine deutsche Stadt.

## Militärische Situation
Die Stadt Münster als Hauptstadt des Gau Westfalen-Nord, Garnisons-, Verwaltungs- und Handelsstadt mit bedeutender Infrastruktur wie dem Dortmund-Ems-Kanal zwischen Ruhrgebiet und dem Norden und der Mitte Deutschlands bot ein lohnendes Angriffsziel.
In den Jahren zwischen 1939 und 1945 gab es insgesamt 1128 Luftalarme (532 Tages-, 596 Nachtalarme). Dabei fiel die erste Hälfte der Alarme auf die ersten 40 Monate des Krieges in die Zeit von September 1939 bis Dezember 1943 und die zweite Hälfte auf die letzten 15 Monate von Januar 1944 bis Mai 1945.
Am 22. Januar 1942 gingen offiziellen Angaben zufolge 102 Sprengbomben auf die Stadt Münster nieder, deren Einschläge sich vor allem im Bereich der Salzstraße sowie dem Servatiiplatz befanden. An der Lingener Straße in der Nähe des Stadthafens begannen tags darauf französische Kriegsgefangene mit den Aufräumarbeiten.
Insgesamt wurden auf Münster etwa 32.000 Sprengbomben, ca. 642.000 Stab-Brandbomben und mehr als 8100 Phosphorbomben abgeworfen. Aber auch von Münster aus wurde der Bombenkrieg geführt, vom Stützpunkt Münster-Handorf wurden verschiedene Bomberverbände koordiniert, die Einsätze gegen England, Frankreich, Belgien und den Niederlanden flogen.

## Luftangriff am 10. Oktober 1943

### Befehl zum Angriff auf Münster
Der Angriff auf Münster war Teil der Strategie, durch massive Luftangriffe den Krieg zu verkürzen, indem die industrielle und militärische Infrastruktur Deutschlands zerstört wurde. Der schwerste Angriff auf Münster durch die Eighth Air Force fand am Sonntagnachmittag des 10. Oktober 1943 statt. Die Wettervorhersage sagte ein großes Hochdruckgebiet über Westeuropa voraus, welches Deutschland einen wolkenlosen Oktobertag bescheren würde. Der Befehl zum Angriff auf Münster kam aus dem Hauptquartier der Eighth Air Force in High Wycombe, Buckinghamshire. Ein Ziel des Angriffs bestand darin, den gesamten deutschen Schienenverkehr in Nordwestdeutschland zu stören, indem nicht nur Wohnungen für Zug-, Wartungs- und Reparaturpersonal, sondern auch das Zugmaterial und ein wichtiges Betriebswerk vernichtet werden sollten. Dieser Befehl folgte der Area Bombing Directive vom 14. Februar 1942, die erstmalig dezidiert Angriffe auf zivile Ziele vorsah. 
Mehr als 200 Bomber der United States Army Air Forces waren am Sonntagmorgen vom Stützpunkt RAF Thorpe Abbotts in Diss (Norfolk) über Rotterdam zunächst Richtung Ruhrgebiet geflogen, hatten bei Haltern abgedreht und steuerten das ca. 45 km entfernte Münster an, wo es bisher keine Tagangriffe gegeben hatte. In der Stadt hielten sich bedingt durch das schöne Spätsommerwetter viele Sonntagsausflügler auf, auch aus dem Umland. Diese Änderung der Angriffsstrategie löste bei den beteiligten Piloten und bei dem beteiligen Personal der Angriffe teilweise Entsetzen aus.

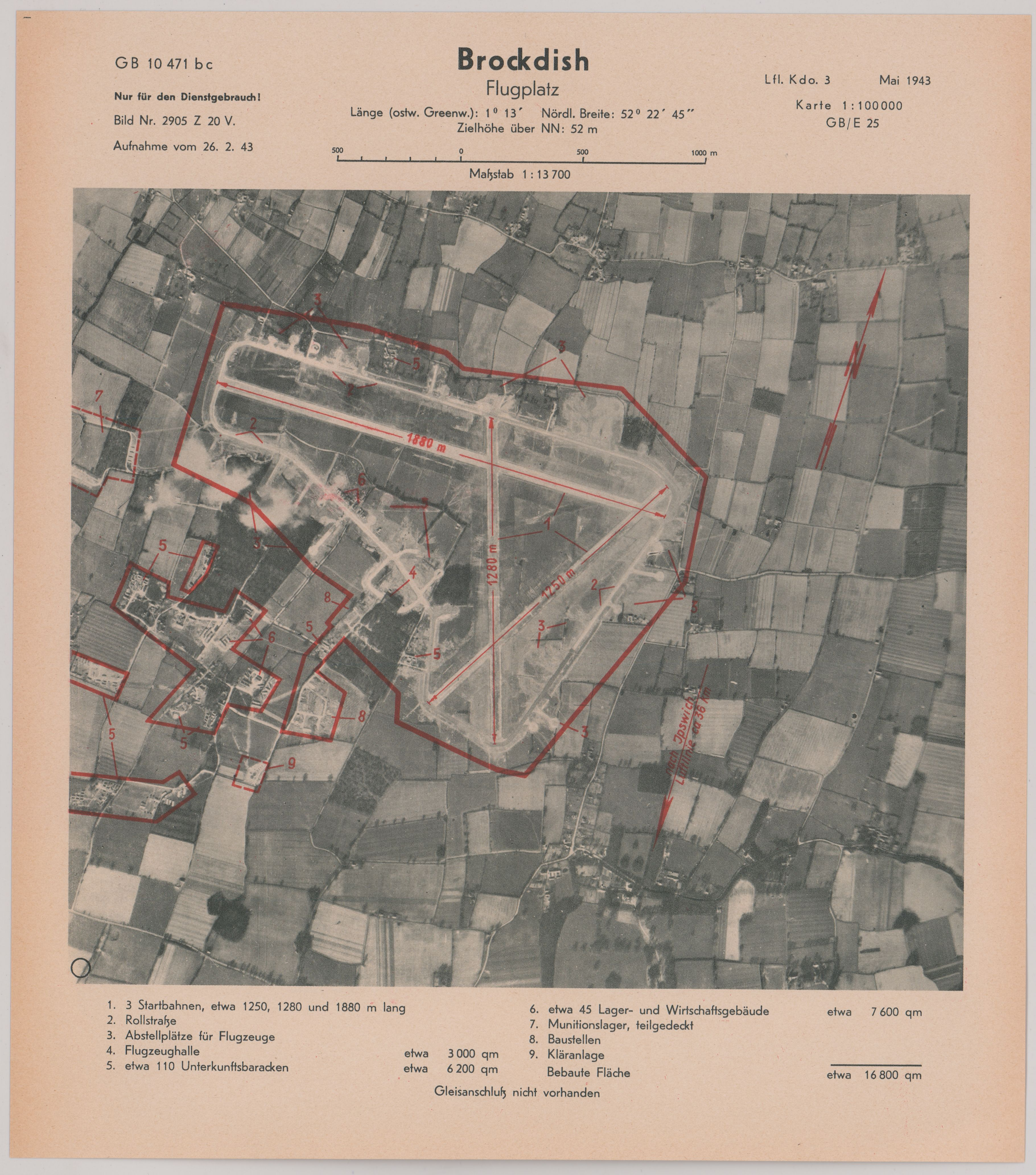
Lageplan der RAF Thorpe Abbotts.
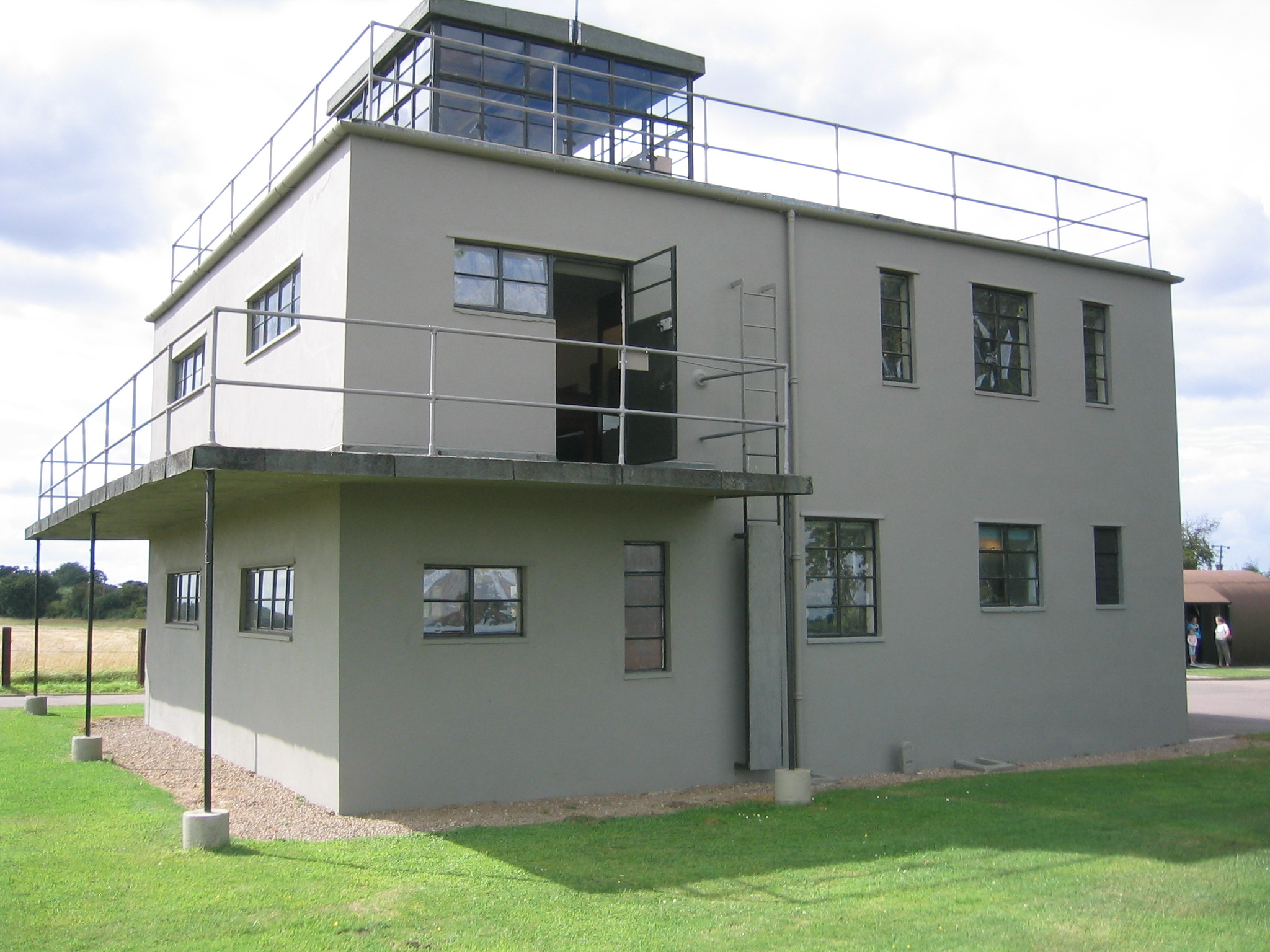
Erhaltener Tower der RAF Thorpe Abbotts.
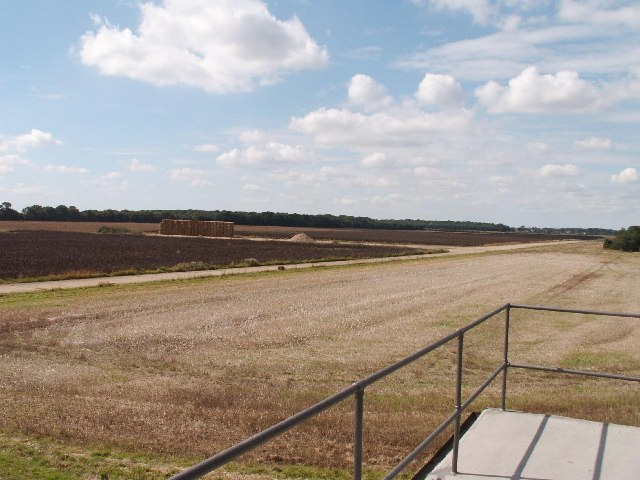
Bereich der Landebahn RAF Thorpe Abbotts.
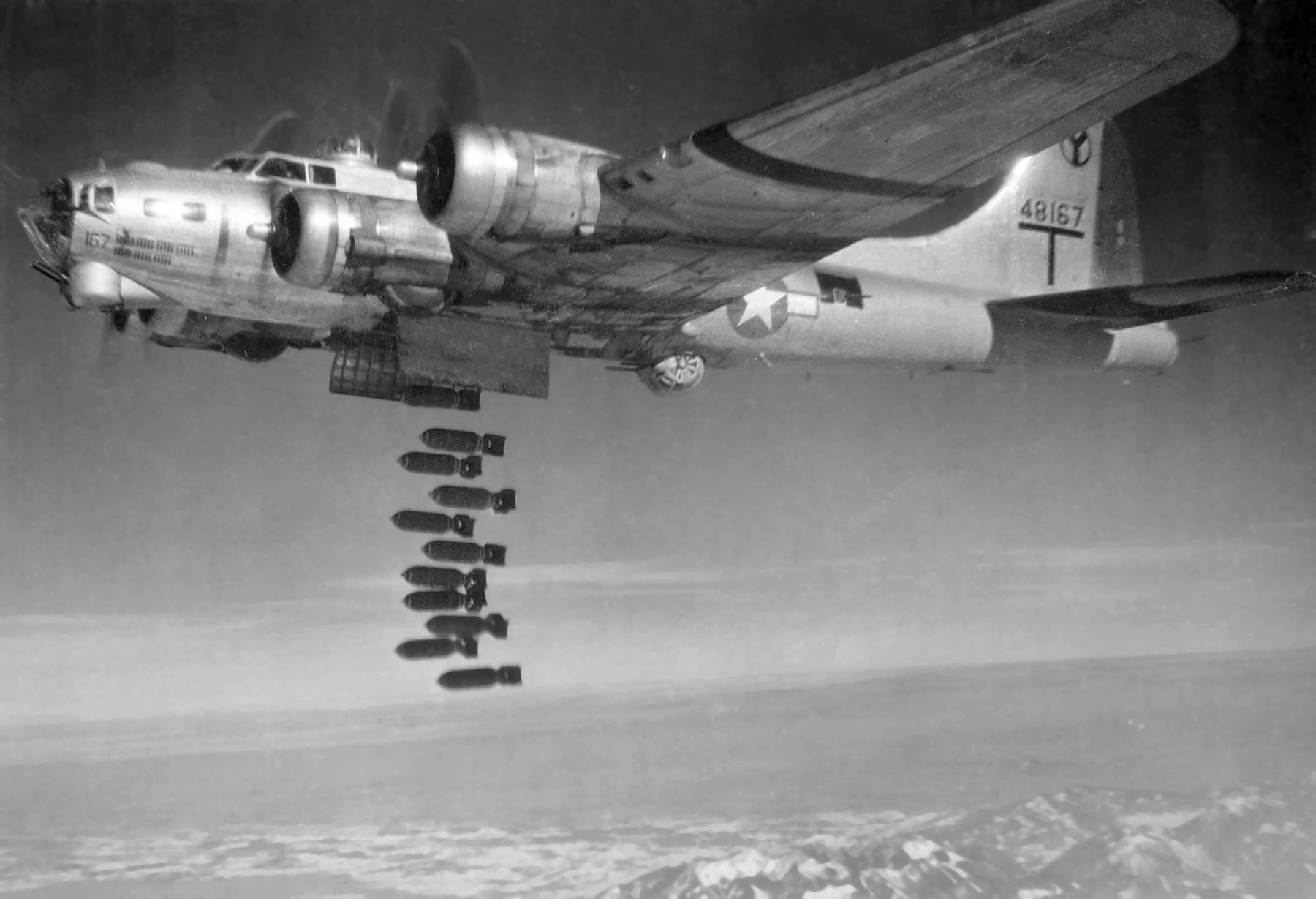
Die viermotorige B-17 war einer der leistungsfähigsten Bomber der USAF.
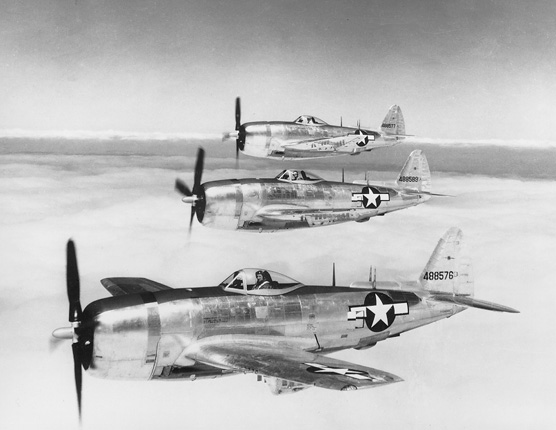
P-47 Thunderbolt waren zum Begleitschutz eingesetzt.

### Luftabwehr über dem Münsterland
Der Luftangriff war durch deutsche Radarstellungen in den Niederlanden bereits früh erkannt worden, als sich die Verbände noch über East Anglia befanden. Die 237 beteiligten B-17 Bomber wurden zum Schutz vor deutschen Jägern durch 217 schwere Begleitjäger vom Typ P-47 Thunderbolt begleitet und geschützt. Diese hatten jedoch nur begrenzte Reichweite und mussten vor dem Ziel im Bereich der niederländischen Grenze abdrehen. Da die deutsche Luftwaffenführung einen Angriff auf Rüstungsstandorte im Ruhrgebiet erwartete, wurden zahlreiche Kräfte der Luftwaffe mobilisiert.
Im Bereich Niederrhein und Westmünsterland erlitten die US-Verbände dadurch bereits heftige Verluste durch Tagjäger der deutschen Luftwaffe. Beteiligt waren schätzungsweise 350 Jäger: Messerschmitt Bf 109, Focke-Wulf Fw 190, Messerschmitt Bf 110 (ausgerüstet mit 210mm Luft-Luft-Raketen), Messerschmitt Me 410 und Junkers Ju 88. Es wurden sogar Dornier 217 mit Raketenwerfern eingesetzt, dazu kam Flak-Feuer im Südwesten von Münster. Die B-17 war durch ihre massive Bewaffnung, Panzerung aber auch Bombenlast recht langsam und bei Tagangriffen sehr leicht auszumachen – und stellte damit ein vergleichsweise einfaches Ziel für die schnelleren Jäger dar.

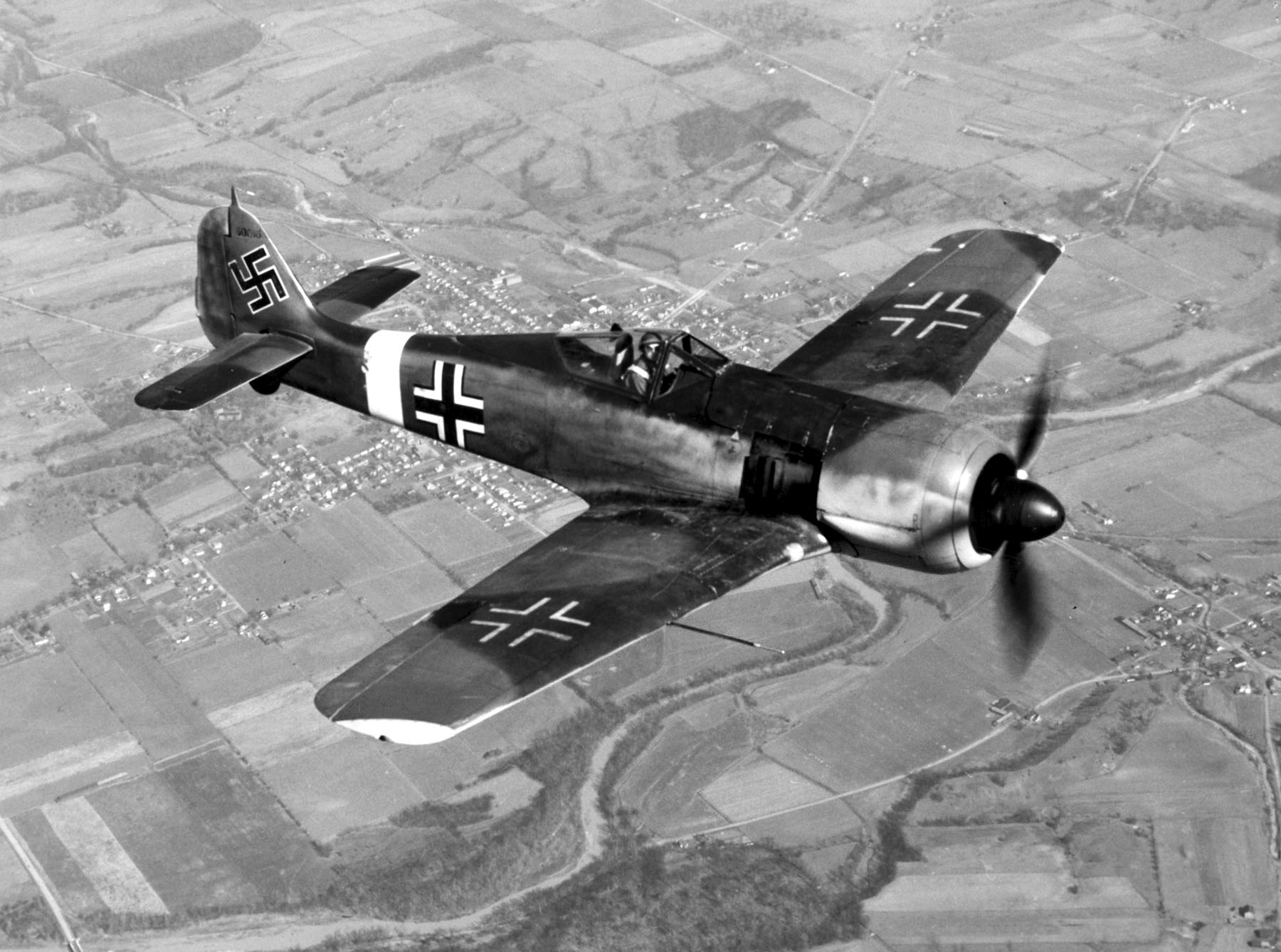
Focke-Wulf FW 190
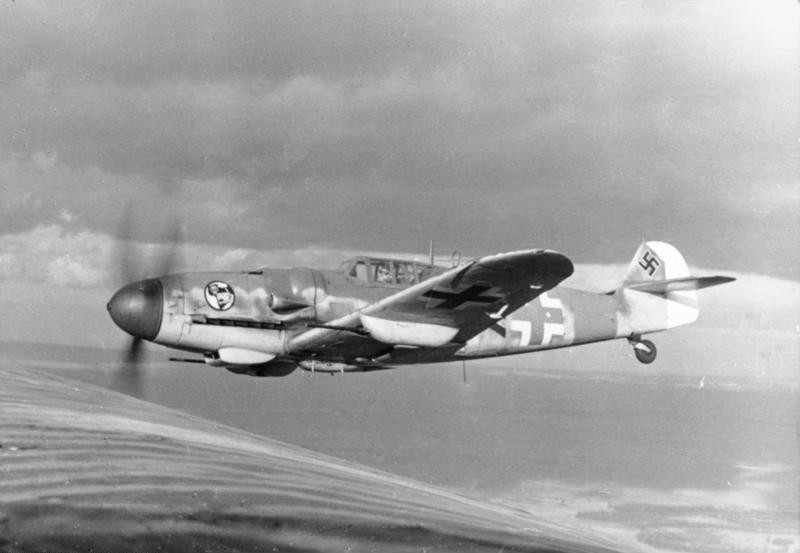
Messerschmitt Me 109
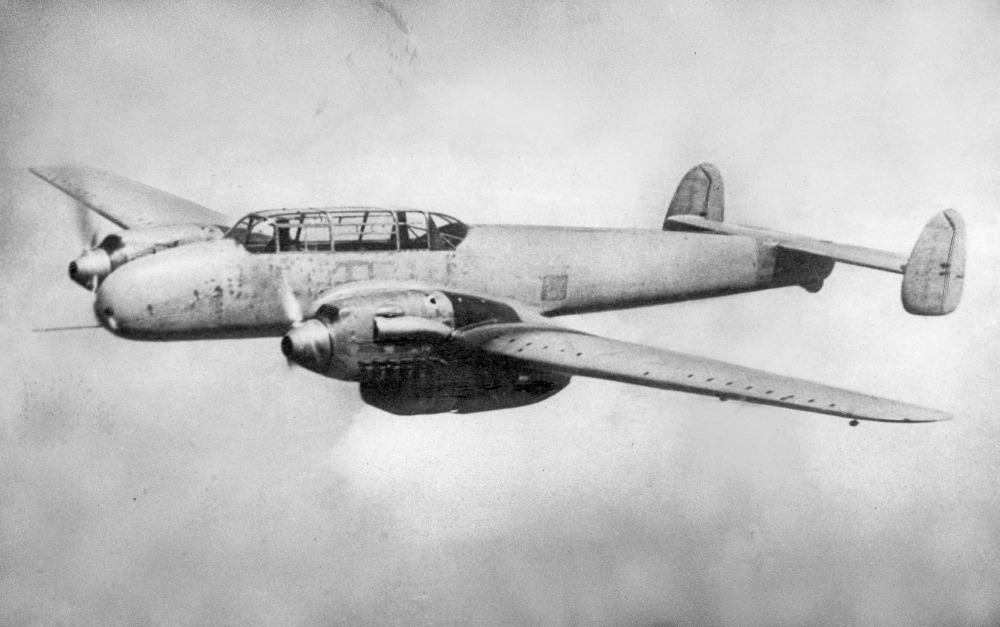
Messerschmitt Me 110
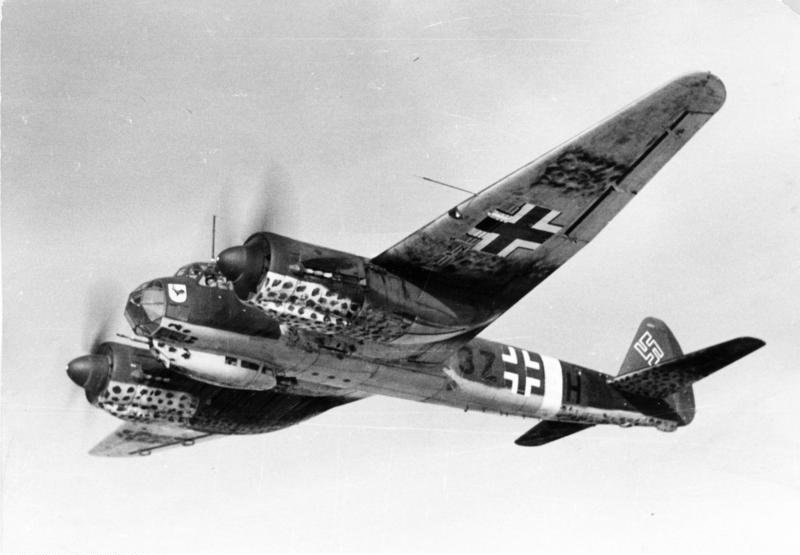
Junkers Ju 88

### Zerstörung von Münsters Altstadt
Mit schweren Angriffen aus der Luft hatte die Stadt zu Beginn des Krieges nicht gerechnet, da es in Münster weder Schwerindustrie noch relevante Rüstungsbetriebe gegeben hatte. Nach den ersten schweren Angriffen Anfang 1942 blieb die Stadt rund 18 Monate lang von schweren Bombenangriffen verschont. Erst in der Nacht zum 12. Juni 1943 griffen wieder US-Bomberverbände die Stadt an, die verheerende Schäden anrichteten. Mit dem ersten Tagesangriff auf Münster am 10. Oktober 1943 trat der Bombenkrieg allerdings in eine völlig neue Dimension.
Jede Boeing B-17 hatte am Morgen auf einem Fliegerhorst in Südengland fünf Tonnen Bomben geladen. Kurz vor ihrem Ziel reduzierten die Bomber kurz vor 15 Uhr am Nachmittag ihre Flughöhe um etwa 2000 Meter, um mit erhöhter Geschwindigkeit schneller durch den Abwehrbereich der Flak zu kommen. Sie nutzten bei ihrem Anflug die Stufen des Westportals des St.-Paulus-Doms als Orientierungsmarke und warfen von 15:03 bis 15:20 schätzungsweise 2200 Sprengbomben, 20 000 Stabbrandbomben und 660 Phosphorbomben ab. Volltreffer gingen auf den Luftschutzbunker Mariensäule (79 Tote), das Clemensschwesternhaus Loerstraße Ecke Stubengasse (52 Tote einer Oberinnen-Tagung), das Apollo Kino, den Hauptbahnhof sowie die Ludgeristraße, Aegidiistraße, Rothenburg, Prinzipalmarkt und Salzstraße. Die überwiegende Zahl der Treffer befand sich innerhalb der Promenade. Der Angriff galt dem historischen Stadtzentrum, das Stadtinnere glich nach der Bombardierung einem Trümmerfeld, in der Stadt entstanden zahlreiche Großbrände.
Nach offiziellen Angaben starben 473 Zivilisten und knapp 200 Soldaten, darunter Paul Krückmann. Die Zahl der ums Leben gekommenen Kriegsgefangenen und Zwangsarbeiter ist nicht bekannt.
Im gesamten Stadtzentrum von Münster hatte es schwere Gebäudeschäden gegeben. Neben vielen anderen Kulturschätzen ging unter anderem das Vinnenberger Gnadenbild verloren. Die letzten Brandherde wurden noch Wochen später entdeckt und gelöscht. Der Waldfriedhof Lauheide wurde nach dem Angriff zum Zweck der Massenbeerdigung eingeweiht.
Durch verirrte Bomberverbände wurden neben Münster versehentlich Rheine, Coesfeld und darüber Enschede in den Niederlanden angegriffen: Alleine hier gab es rund 150 zivile Opfer.

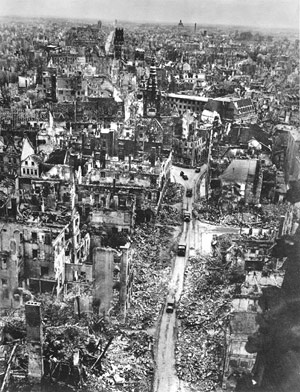
Blick von der Lambertikirche auf den zerstörten Prinzipalmarkt, April 1945.
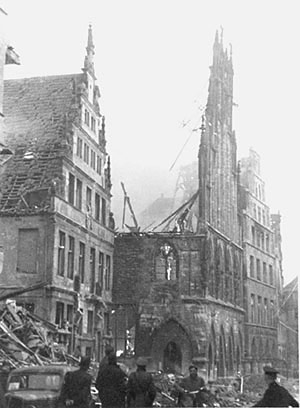
Rathhausgiebel Minuten vor dem Einsturz.
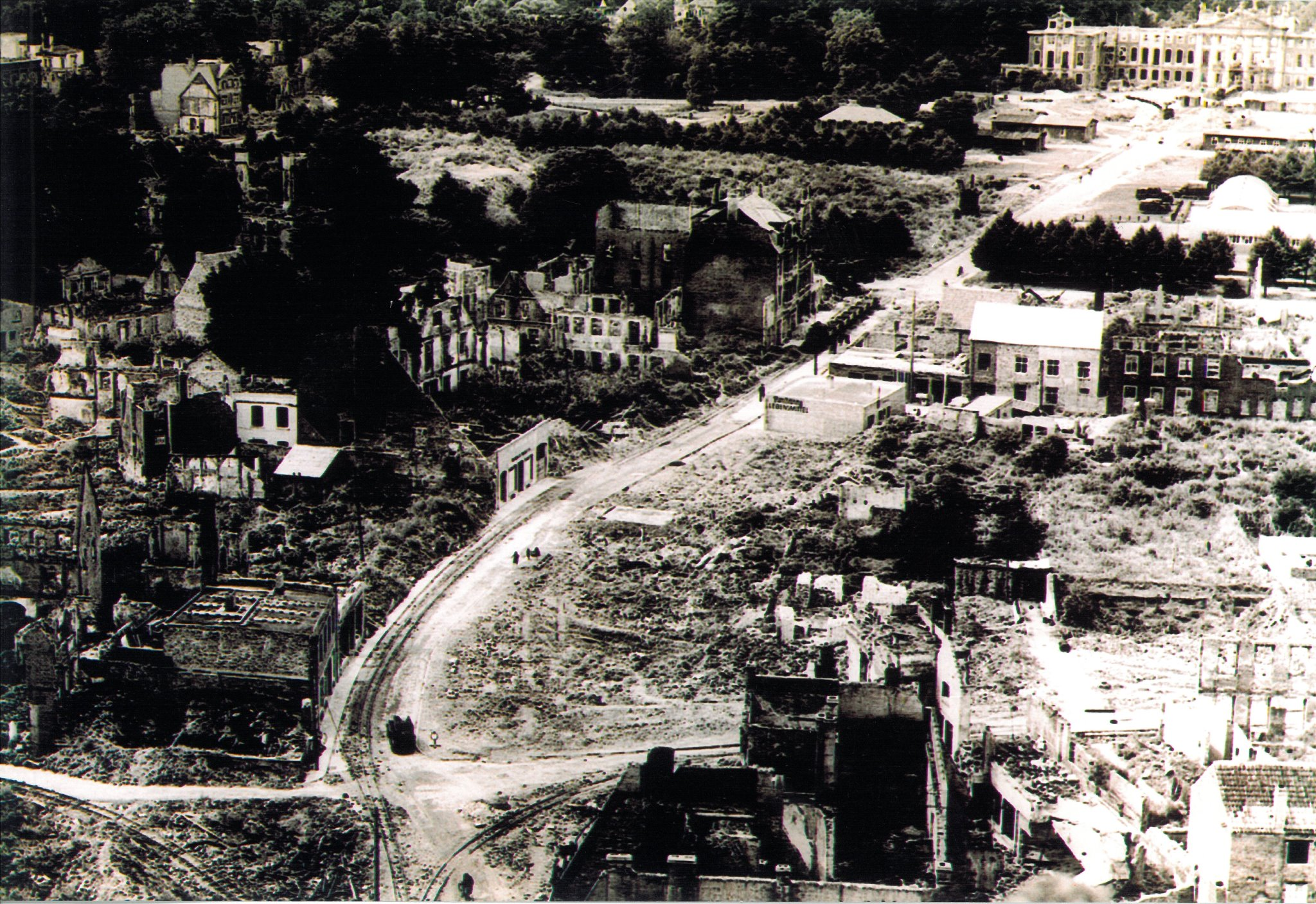
Frauenstraße 1946, im Hintergrund das Schloss
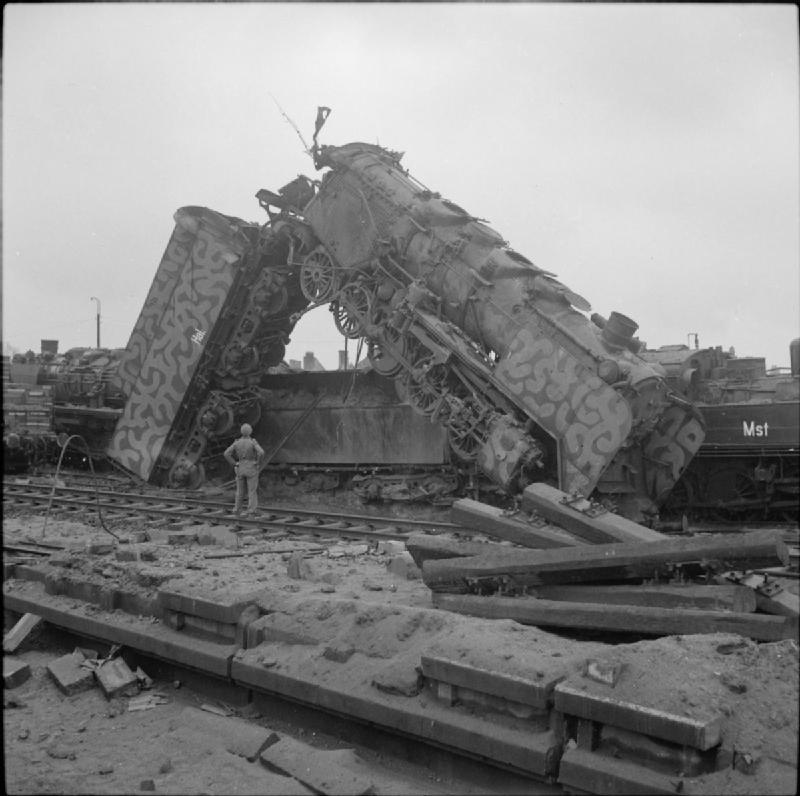
Zerstörungen im Bereich Hauptbahnhofs.

### Verluste der 100th Bomb Group

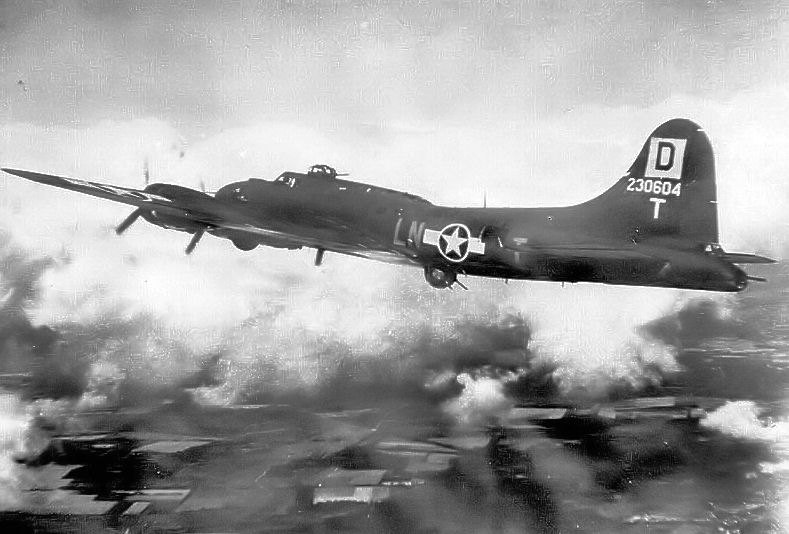
B-17 der 100th Bomb Group

Die beteiligen US-Bomberverbände erlitten teilweise schwere Verluste. Mitunter waren rund 600 Flugzeuge gleichzeitig in der Luft und in das Kampfgeschehen verwickelt: Ein Pilot beschrieb die Situation während des Luftangriffs später wie folgt: „It was as flying into an areal junkyard.“
So verlor die 100th Bomb Group von ursprünglich achtzehn eingesetzten Maschinen bereits sechs Bomber über der Nordsee durch Motorschäden. Von den am Angriff beteiligten dreizehn B-17 kehrte nur eine einzige mit schwerem Raketenbeschuss nach Südwestengland zurück, nämlich die B-17 „Royal Flush“ (S/N 42-6087), die an diesem Tag von Robert Rosenthal kommandiert und von seiner Stammbesatzung geflogen wurde. Durch riskante Flugmanöver schaffte es Rosenthal, den deutschen Jagdflugzeugen zu entkommen und nach England zurückzukehren. Die Maschine kehrte mit nur noch zwei funktionierenden Motoren und beiden schwer verwundeten Bordschützen nach Thorpe Abbotts zurück. Die anderen zwölf zur Bomberstaffel gehörenden Maschinen wurden abgeschossen.
Das Bodenpersonal, welches auf die Rückkehr der Bomber wartete, war schockiert, als sie nur eine einsame, ramponierte B-17 zurückkehren sahen. Ein Viertel der 100th Bomb Group, nämlich 120 Besatzungsmitglieder, kehrten nicht mehr aus dem Einsatz in Münster zurück. Die Gruppe war vier Monate vor dem Angriff auf Münster mit 140 fliegenden Offizieren in England eingetroffen; nach dem Angriff auf Münster waren nur drei von den ursprünglichen Mitgliedern der Gruppe übrig geblieben.
Diese Einsatzwoche der US-Bomberverbände (neben Münster wurden auch Bremen und Schweinfurt angegriffen) wurde als „Black week of Münster“ bekannt. Der Luftangriff der „bloody“ 100th Bomb Group auf Münster wurde 2024 in der US-amerikanische Miniserie Masters of the Air behandelt, die unter anderem von Steven Spielberg produziert wurde.

## Folgen
Münster wurde zwar stark zerstört, jedoch nicht so sehr wie andere Städte in Nordrhein-Westfalen, die teils deutlich höhere Verluste zu verzeichnen hatten. Hier wären z. B. Düren (99 Prozent), Wesel (97 Prozent) und Paderborn (96 Prozent) zu nennen. Dennoch war die Altstadt derart verwüstet, dass es am Ende des Krieges möglich war, vom Hauptbahnhof zum Schloss zu schauen. Fachleute schätzen, dass rund 15 bis 20 Prozent der abgeworfenen Bomben nicht explodiert sind und als Blindgänger in Wohngebieten, Industrie- sowie Gewerbeanlagen und auf freien Flächen liegen.